# Sopwith Cuckoo
Sopwith T.1 Cuckoo là một loại máy bay ném bom ngư lôi hai tầng cánh của Anh, được Cục Không quân Hải quân Hoàng gia (RNAS) (tiên thân của Không quân Hoàng gia (RAF)) sử dụng.

## Biến thể
Cuckoo Mk. I
Cuckoo Mk. II
Cuckoo Mk. III
Sopwith B.1

## Quốc gia sử dụng
Nhật Bản
- Không quân Nhật Bản

 Anh Quốc
- Cục Không quân Hải quân Hoàng gia
- Không quân Hoàng gia

## Tính năng kỹ chiến thuật (Mk. I)
Dữ liệu lấy từ British Naval Aircraft Since 1912
Đặc điểm tổng quát
- Kíp lái: 1
- Chiều dài: 28 ft 6 in (8,68 m)
- Sải cánh: 46 ft 9 in (14,25 m)
- Chiều cao: 10 ft 8 in (3,25 m)
- Diện tích cánh: 566 ft² (52,6 m²)
- Trọng lượng rỗng: 2.199 lb (997 kg)
- Trọng lượng có tải: 3.883 lb (1.761kg)
- Động cơ: 1 × Sunbeam Arab kiểu động cơ V8, 200 hp (149 kW)

 Hiệu suất bay 
- Vận tốc cực đại: 105,5 mph (92 kt, 171 km/h)
- Tầm bay: 291 nm (335 mi, 539 km)
- Trần bay: 12.100 ft (3.688 m)

Trang bị vũ khí

- 1× ngư lôi 18 inch Mk.IX